# الدم يحن (فلم)
الدم يحن فيلم دراما مصري للمخرج السيد زيادة لعام 1952، وكتب القصة والسيناريو والحوار أيضاً السيد زيادة. الفيلم من بطولة درية أحمد وحسين رياض وإسماعيل ياسين ومحمود المليجي  وتدور الأحداث حول الطفلة سلوى وسطوة زوجة والدها، وتقع الطفلة في مشكلة تلو الأخرى، ما بين اختطافها من قبل عصابة للنشل، واضطرارها للعمل كخادمة.
صدر الفيلم إلى دور العرض المصرية في 29 ديسمبر 1952.
منح موقع قاعدة بيانات الأفلام العربية «السينما.كوم» الفيلم درجة 6.1/ 10.

## طاقم التمثيل
- درية أحمد: في دور لوزة / سلوى
- حسين رياض: في دور الثري عبد الرحمن شكري
- ميمي شكيب: في دور سعاد هانم
- إسماعيل ياسين: في دور مبروك (سائق عبد الرحمن شكري)
- محمود المليجي: في دور المعلم جليجل المدق (زعيم العصابة)
- سميحة أيوب: في دور ألفت (ابنة سعاد هانم)
- هند رستم: في دور شرارة (زميلة لوزة في السرقة)
- محمد الديب: في دور رشدي (عشيق سعاد هانم)
- حسين عيسى: في دور دنجل (عضو العصابة)
- خيرية خيري: في دور أم علي
- لطفي عبد الحميد: في دور صاروخ
- جمالات زايد: في دور نفوسة
- إسماعيل عبد المجيد: في دور وكيل النيابة

بالاشتراك مع: كوكب صادق - محسن حسنين - سعاد أحمد - إبراهيم سامي - جلال صادق - أحمد عبد الفتاح - محمود الرشيدي - زكريا حواش - لطفي عبد الحميد - عبد الحميد بدوي - أحمد أبو عبية - علي محرم - محمد صبيح - عبد المنعم إسماعيل - كيتي (راقصة) - عواطف يوسف (راقصة) - تهاني رامز (طفلة) - نادية الشناوي (طفلة).

## أغاني الفيلم
- انا موش سايباك [10]- درية أحمد (كلمات: أحمد منصور - ألحان: محمد إحسان)[11]
- عطشان يا صبايا دلونى على السبيل [12]- درية أحمد (كلمات: أحمد منصور - ألحان: إبراهيم حسين)[13]
- على يا على يا بتاع الزيت [12]- درية أحمد (كلمات: أحمد منصور - ألحان: حسن أبو زيد)[14][15]
- خلاص يا قلبى خلاص [16][17]- درية أحمد (كلمات: عبد العزيز سلام – ألحان: إبراهيم حسين)[18][19]

## أحداث الفيلم
تبدأ أحداث الفيلم بعد موت زوجة عبد الرحمن رشدي (حسين رياض) الثري المعروف وتترك له الابنة الصغيرة سلوى (نادية الشناوي). يتزوج عبد الرحمن من سعاد هانم (ميمي شكيب) وهي الأم للطفلة الصغيرة ألفت (تهاني رامز). تعامل سعاد ابنة زوجها بقسوة شديدة، وتثير غضب الأب على ابنته، ولا تجد سلوى صدراً حنوناً، وتسارع بالهرب من بيت أبيها وتتلقفها أم علي (خيرية خيري) التي تقوم ببيعها للمعلم جليجل المدق (محمود المليجي) بعد أن احتفظت بالسلسلة التي كانت تتدلى من رقبتها وعليها صورة امها. يتصل المدق بوالدها ويطلب فدية عشرة آلاف جنيه ويحذره الأب من إبلاغ الشرطة ولكن سعاد تحرضه على إبلاغ الشرطة لتتخلص منها، وبالفعل يعرف المعلم المدق ويبلغ عبد الرحمن انه لن يرى طفلته مرة أخرى. تنشأ الطفلة في بيت جليجل وتحت رعايته بعد أن اسماها لوزة، وقام بتدريبها على السرقة. تشب الطفلة (درية أحمد) وتمارس مع زميلتها شرارة (هند رستم) التخفي كبائعات أوراق ياناصيب، بينما يسرقن محافظ المارة. تمتنع لوزة عن سرقة أصحاب العيال، والحاجات، مما يجعل جليجل يقسو عليها. تقرر لوزة الهرب والذهاب إلى أم علي وتخبر زميلتها شرارة بذلك، وفي الطريق لأم علي تصدمها سيارة بقيادة مبروك (إسماعيل ياسين) سائق عبد الرحمن رشدي، ويساعدها على الوصول لأم على، ولكنها لا تجدها. يقترح مبروك على لوزة قضاء ليلتها في حجرته الملحقة بفيلا الثري عبد الرحمن، وعندما تراها سعاد هانم يدعي مبروك أنها الخادمة التي أرسلها مكتب المخدم. تلحق سعاد هانم الخادمة لوزة بالعمل في منزلها لتخدمها هي وابنتها. تعمل لوزة خادمة في منزل والدها، ومرة أخرى تعاملها سعاد هانم بقسوة، بينما ابنتها ألفت (سميحة أيوب) تتمتع بثروة والدها. تشاهد لوزة السيدة سعاد هانم في أحضان رشدي (محمد الديب)، صديق عبد الرحمن. تخشى سعاد هانم أن تقوم لوزة برواية ما شاهدته، وتقوم بتلفيق لها تهمة، ولكن عبد الرحمن لا يقتنع، ويقف بجوار لوزة التي تطالبه ومعها مبروك بأن يكون هو سيد البيت، ولا يستسلم لسيطرة زوجته، والتى تعود مرة أخرى إلى تلفيق تهمة سرقة إلى لوزة وتبلغ الشرطة. يدرك رشدى أن لوزة هي ابنة جليجل زميله في عصابة المخدرات، ويسارع بإبلاغ جليجل بمكانها. يصطحب رشدي الفتاة لوزة إلى مقر العصابة حيث يحبسها هناك، ويطلب من جليجل قتل عبد الرحمن. يقوم جليجل بدعوة عبد الرحمن إلى حفل فيه خيل أصيل، وهو يعلم أن عبد الرحمن يهوى الخيل، ويتفق مع دنجل (حسين عيسى) ان يقتله في هذا الحفل. تسمع لوزة بالمؤامرة، وترسل صاروخ (لطفي عبد الحميد)، وهو صبي الخمارة، برسالة إلى مبروك وتخبره بمكانها.
يتنكر صاروخ في زى ضابط ومعه حارس الفيلا ويخلص لوزة من محبسها ويسرعوا لمكان الاحتفال، وتمسك لوزة بيد دنجل وهو يطلق النار فتصيب الرصاصة جليجل الذي يخبر لوزة قبل موته أن عبد الرحمن هو والدها وأن رشدي وسعاد تآمروا لقتله، ويقوم عبد الرحمن بإبلاغ الشرطة ويزوج لوزة إلى مبروك.

## استقبال الفيلم
دخلت الطفلة «نادية الشناوي» (مواليد  12 نوفمبر 1945) عالم السينما في سن السادسة وحققت النجاح تلو النجاح في العديد من أفلام الخمسينات بسبب موهبتها وجرأتها وأدائها غير المتكلف وملامحها الباعثة على التعاطف، قبل أن تشارك في مرحلة النضج والبلوغ في عدد من المسلسلات، ثم تعتزل.
شاركت في فيلم «الدم يحن» للمخرج سيد زيادة، حيث أدت دور الطفلة «سلوى» ابنة المحامي عبد الرحمن رشدي (حسين رياض)، وهو فيلمها الثالث بعد فيلم «أسرار الناس» للمخرج حسن الإمام عام 1951، وفيلم «كأس العذاب» أيضا للمخرج حسن الإمام في العام التالي.
تحدث الناقد محمود قاسم عن تكرار موضوعات الأفلام المصرية وأن قصة «الدم يحن» مكررة حيث كتب على موقع صحيفة الشروق في 24 يونيو 2022: «بعد عدة سنوات وفى فيلم»الغجرية" قام محمود المليجى أيضا بسرقة ابنه الثرى حسين رياض، وعندما كبرت الفتاة تسللت إلى بيت أبيها دون أن تعرف حقيقته وتم اكتشاف الحقيقة، كما أن حسين رياض أيضا قام بتربية ابنة غريبة عنه مع ابنته الحقيقية في فيلم "الشيطانة الصغيرة" إخراج حسن الإمام، وفى النهاية تم اكتشاف الحقيقة كل هذه القصص تم إنتاجها بنفس الأبطال"، ويتابع الناقد قائلاً: «أجمل ما في هذا الأمر هو التكرار المثير للملل، فليس أمام أبطال هذه الأفلام خاصة محمود المليجى وحسين رياض أن يجتهدوا بالمرة، في أعمالهم شخصية مضمونة ومكررة والمسكن لا يتغير ولا الملابس ولا جمل الحوار ما عدا أسماء الأبطال»، ويعلق الناقد على دور هند رستم قائلاً: «نرى هند رستم في مرحلة ما قبل الشهرة إلى جوار سميحة أيوب في مرحلة الانتشار ونتعامل معهما على أنهما كانا في مرحلة البحث عن الذات ظلت واحدة منهما في نفس مكانتها لا تتحرك كثيرا، أما الثانية فكانت من أكثر نجمات السينما المصرية جاذبية وهي هند رستم، والآن نشاهد هذه الأفلام من خلال خريطة مغايرة تماما لما كانت عليه السينما قبل سبعين عاما.»

## وصلات خارجية
- مقالات تستعمل روابط فنية بلا صلة مع ويكي بيانات
- الدم يحن على الدهليز
- الدم يحن على كاروهات

https://www.youtube.com/watch?v=ASNPFm6XvV4 الدم يحن (فيلم)
https://www.youtube.com/watch?v=f7_khByZgYw الدم يحن (فيلم)
https://www.youtube.com/watch?v=yn2JVn3PUAo الدم يحن (فيلم)
https://www.youtube.com/watch?v=hLIosUThjQA الدم يحن (فيلم)